# Аблановска низина
Аблановската низина е крайдунавска низина в Северна България, Източната Дунавска равнина, област Русе, на запад от село Мечка. Разположена е между река Дунав на северозапад и високия бряг на Дунавската равнина на югоизток.
Дължината на низината от югозапад на североизток е 8,2 km, максималната ѝ ширина около 500 m в средната част. Площта ѝ е 6,1 km2, с превишение от 2 m над нивото на река Дунав. Към дунавския бряг низината е малко по-висока, а в тилната си част – малко по-ниска. Изградена е от речни наноси и при високи речни води се залива. По цялото протежение с Дунав е изградена висока над 5 m водозащитна дига.

## Топографска карта
- Лист от карта K-35-4. Мащаб: 1 : 100 000.